# Der Bösewicht von Askalon

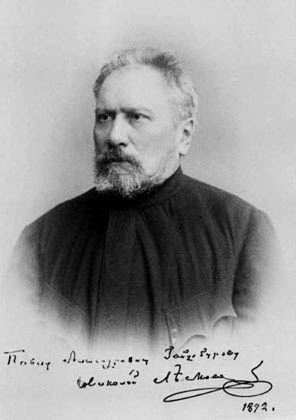
Nikolai Leskow im Jahr 1872

Der Bösewicht von Askalon (russisch Аскалонский злодей, Askalonski slodei) ist eine Erzählung des russischen Schriftstellers Nikolai Leskow, die 1889 im Novemberheft der Moskauer Zeitschrift Russkaja Mysl erschien.

## Inhalt
Während der Regierungszeit Kaiser Justinians, das war in der Mitte des 6. Jahrhunderts n. Chr., lebte in Askalon der 35-jährige reiche Kaufmann Thalalei mit seiner schönen 24-jährigen Frau Tenia. Beide hatten zwei kleine Kinder. Thalalei fühlte sich zum Christentum hingezogen, hatte es aber nicht richtig verstanden. Tenia, eine Heidin, hing noch dem alten Glauben, dem ihres verstorbenen Vaters, des Anubis-Priesters Polyphron, an. Der Vater hatte angesichts der neuen Religion den Freitod gewählt.
In seiner Geldgier ließ Thalalei dreißig Schiffe beladen. Die Flottille ging im Sturm vor dem libyschen Kyrene unter. Nur Thalaleis Schiff kehrte heim. Erboste Askaloner forderten von dem unglücklichen Seefahrer den Gegenwert ihrer unwiederbringlich versunkenen Waren; beauftragten den listenreichen Askaloner Schuldeneintreiber Tiwurtius mit dem Fall. Tiwurtius konfiszierte ungesäumt allen Grundbesitz Thalaleis. Da der Erlös nur einen Bruchteil des Wertes der verlorengegangenen Waren ausmachte, ließ Tiwurtius Thalalei ins Askaloner Gefängnis werfen. Kurz zuvor war der Bösewicht Anastasius, der am Askaloner Strand zusammen mit seiner Bande geraubt und gemordet hatte, in ebenjenes Gefängnis geworfen worden.
Der Statthalter Milius reiste aus Damaskus an, denn Anastasius sollte enthauptet werden.
Tenia haust inzwischen mit den Kindern und der Schwiegermutter Publia außerhalb der Stadt in einer Schilfhütte. Als die schöne Frau ihrem Thalalei das Essen bringt, begehrt sie der gerade das Gefängnis visitierende Wüstling Milius. Für eine Liebesnacht bietet er Tenia so viel Goldstücke, dass sie damit die zudringlichen Gläubiger auszahlen und Thalalei aus dem Gefängnis gut und gerne freikaufen könnte. Tenia ist nicht käuflich. Tiwurtius wiegelt die Gefängnisinsassen und alle vom Schiffsunglück materiell betroffenen Askaloner gegen Tenia auf. Schließlich fordert fast ein jeder, der Tenia begegnet, die standhafte Ehefrau zu jener kleinen von Milius gewünschten Gefälligkeit unverhohlen auf. Am Ende schließen sich sogar Thalalei und seine Mutter Publia der schmählichen Forderung an. Tenia bleibt Thalalei beharrlich treu. Als den beiden Kindern in der oben genannten Schilfhütte der Hungertod droht, ist es einzig und allein der Mörder Anastasius, der Tenia und Thalalei von seiner kärglichen Brotration abgibt. Anastasius ist es auch, der das Geschick Tenias und ihres Gatten zum Guten wendet. Der an die Gefängnismauer gekettete Anastasius setzt mit wuchtigen Schlägen seiner Ketten Tiwurtius und den Gefängnisschließer Rawula außer Gefecht. Die drei kommen bei einem Gefängnisbrand ums Leben. Während des Brandes wird Milius draußen vor dem Gefängnis von zwei Männern aus der Bande des Anastasius erstochen. Anastasius hatte kurz vor seinem Tode Tenia sein Goldversteck verraten. Die Frau hatte den Schatz ausgegraben und mit diesem Lösegeld ihren Mann sowie andere in Schuldhaft einsitzende Askaloner bei Milius freikaufen können.

## Vier Bösewichter
Wer ist nun der titelgebende Bösewicht? Der Leser kann unter dem unbarmherzigen Tiwurtius und dem mit der Peitsche wütenden Gefängnisschließer Rawula wählen. Milius käme auch noch in Frage. Anastasius schimpft ihn „Missetäter von Askalon“. Leskow aber nennt den Mörder Anastasius einen Bösewicht.

## Rezeption
- Als einer der ersten Leser habe der Historiker Kljutschewski die Legende befürwortet.[2]

## Deutschsprachige Ausgaben
Verwendete Ausgabe:
- Der Bösewicht von Askalon. S. 7–131 in: Nikolai Ljesskow: Der Bösewicht von Askalon. Die Vogelscheuche. Zwei Erzählungen. Aus dem Russischen übertragen von Karl Nötzel. 236 Seiten. Verlag Karl Alber, Freiburg 1949